# Nockeby
Nockeby är en stadsdel i Västerort inom Stockholms kommun och är en del av Bromma trädgårdsstad. Den ingår i stadsdelsområdet Bromma och har en yta på 98 hektar.

## Historia
Nockeby omnämndes första gången år 1400 som Nokkaby. Denna by antas vara uppkallad efter en person vid namn Nokke, ett fornsvenskt personnamn. Byns namn skrevs 1552 Nåckeby och 1576 Nockeby. Stadsdelen Nockeby har fått sitt namn efter byn Nokkaby, ur vilken säteriet Åkeshov växte fram under 1600-talet.

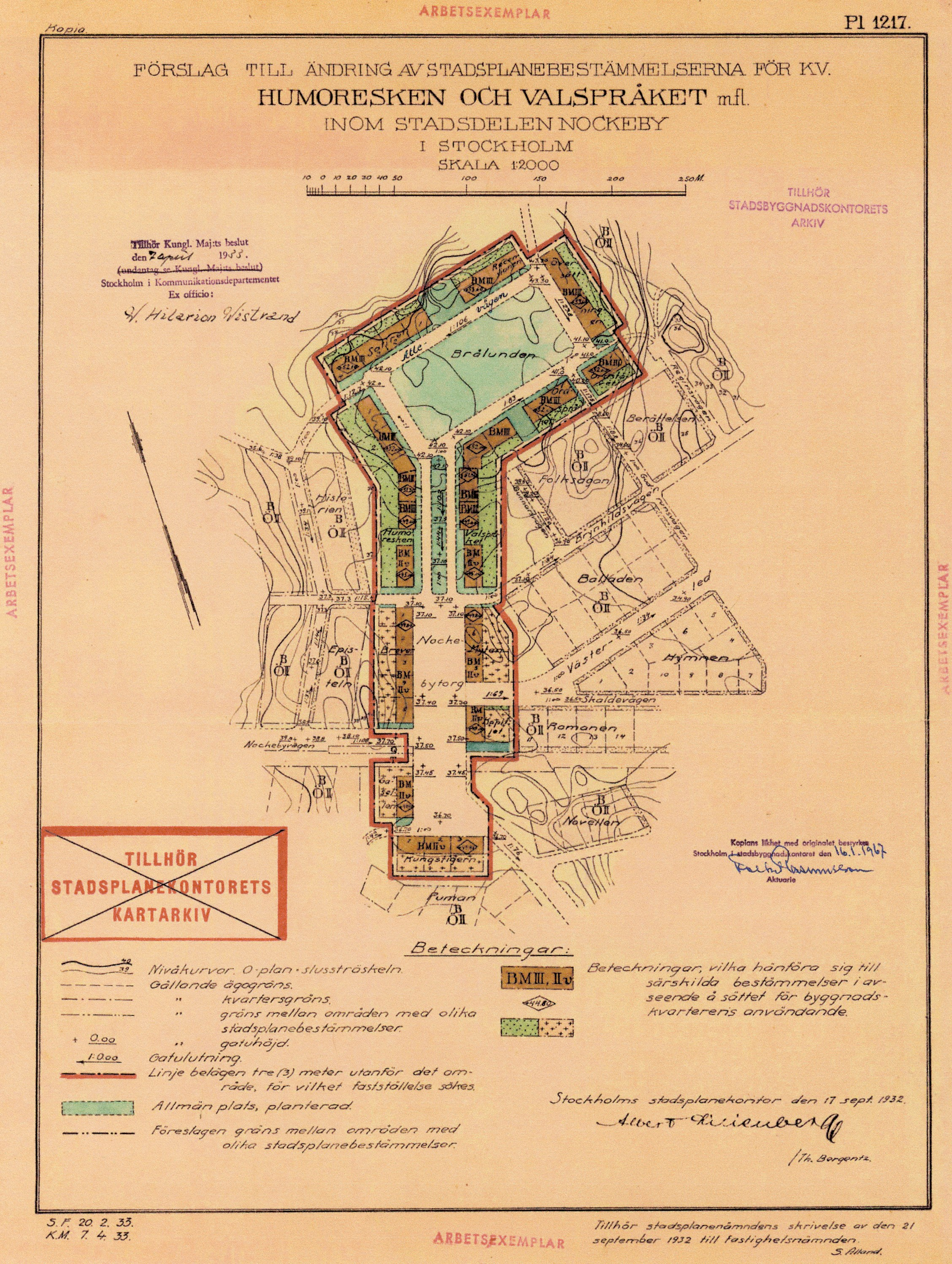
Stadsplan för Nockeby torg från 1932.

År 1904 köpte Stockholms stad säteriet Åkeshov och stadsdelen fick 1932 sitt namn efter den by ur vilket säteriet Åkeshov växte fram under 1600-talet.
Nockeby stadsplanerades och byggdes på 1930-talet. Stadsplanen utformades av Albert Lilienberg. Mellan åren 1926 och 1933 uppläts de flesta tomterna för villabyggandet. Området planerades för villabebyggelse och domineras av villor. I Nockeby är villorna ofta lite större än i till exempel Höglandet, husen i Nockeby har ofta två fulla våningar. Vid Nockeby torg och Brålunden byggdes dock trevåningshus. Även ett fåtal lägenhetshus, som uppfördes senare, ligger nära S:ta Birgitta kyrka. De flesta vägarna fick sina namn åren 1929 och 1930. Kung Atles Väg tillkom 1957. Idealet för gatunätet när trädgårdsstäderna började byggas var att gatorna fick följa den ofta kuperade terrängen. Detta var inte längre något ideal, men i Nockeby följde gatorna den kuperade terrängen. 12:ans spårvagn förlängdes till Nockeby 1929 och Nockeby blev slutstation. Nockeby är känt som ett av Stockholms mest attraktiva bostadsområden.
I planbeskrivningen från den 8 augusti 1930 bestämdes byggnadssättet på följande sätt: Med Ö betecknat område må bebyggas endast med hus, som uppförs fristående eller ock två och två i tomtgräns med varandra sammanbyggda. Sålunda sammankopplade hus skola givas enhetligt utseende.

## Bebyggelse

### Kvarters- och gatunamn
Genom Nockeby löper diagonalt Nockebyvägen. På nordöstra sidan Nockebyvägen har kvartersnamnen anknytning till texter och litterära genrer som Skådespelet, Avhandlingen, Revyn och Förordet. På sydvästra sidan om Nockebyvägen finns kvartersnamn som döpts efter exotiska djur som Isbjörnen, Tapiren, Puman, Pantern, Krokodilen, Giraffen och Jaguaren.
De flesta gatunamnen i Nockeby fick sina namn 1929 och 1930. Vid namnsättningen av gatorna har man främst använt två kategorier, "dalska ortnamn", som även används inom stadsdelen Höglandet, och "nordiska hjältesagor".  Exempel på vägar med dalska ortnamn är Djuravägen, Flodavägen, Folkaredalen, Gagnefsvägen, Grangärdevägen, Idrevägen, Leksandsvägen, Limavägen, Malugnskroken, Malugnsvägen, Moravägen, Nåsvägen, Orsavägen, Rättviksvägen, Svärdsjövägen, Säfsen, Särnavägen och Tällbergsgränd. Det ursprungliga förslaget var att de dessa gator namn efter afrikanska djur men detta röstades ner i stadsfullmäktige eftersom det ansågs alltför exotiskt. Som en kompromiss behölls de exotiska djurnamnen för kvartersbenämningarna. Därför har, till skillnad från omgivande områden, många av dessa gator kvartersnamn ur en helt annan kategori än gatunamnen. De personnamn på vägar som är hämtade från den nordiska hjältesagan är hämtade från den fornnordiska Sigurdssagan och till dikter ur Eddan, som anknyter till Sigurdssagan. Fornaldarsagor (på isländska Fornaldarsögur, ungefär "forntidssagor") är en fornnordisk sagogenre som berättar om hjältar och kungar från folkvandringstid, vendeltid och äldre vikingatid. Exempel på vägar med gatunamn efter nordiska hjältesagor är Brynhildsvägen, Brålunden, Gudrunsvägen, Gunnarsvägen, Guttormsvägen, Kung Atles Väg, Reginsvägen, Sigurdsvägen och Svanhildsvägen. Till "författarkonsten" hör gatunamnen Författarvägen och Skaldevägen, men vilka främst används inom Höglandet. Några gatunamn tillhör kategorin "fåglar", vilken är ganska allmänt brukad och några lokala namn förekommer också. Till fågelkategorin hör Domherrevägen, Gulsparvsvägen, Korpgränd och Talgoxvägen.

### Nockebybanan och Sankta Birgitta kyrka
Nockeby hör tillsammans med Höglandet, Smedslätten, Stora Mossen, Södra Ängby, Ålsten och Äppelviken till Bromma trädgårdsstad och nås med spårvagnslinjen Nockebybanan (tolvan) från Alvik. Nockeby är även namnet på ändhållplatsen för Nockebybanan. När S:ta Birgitta kyrka byggdes på marken för den gamla ändhållplatsen Nockeby togs hållplatsen och vändslingan bort 1960. Slingan fyllde inte längre något egentligt behov eftersom alla modernare spårvagnar hade förarhytt i båda ändar. Den tidigare hållplatsen Källviken fick istället bli ändhållplats och ta över namnet Nockeby. Innan omläggningen fungerade dåvarande station Nockeby som hållplats för boende i Nockebyhov via en gångväg ner till den dåvarande rondellen vid Drottningholmsvägen och Källviken som hållplats för boende på bl.a. Flodavägen och del av Orsavägen och Grönviksvägen. S:ta Birgitta kyrka byggdes efter ritningar av arkitekten Rolf Bergh och invigdes 1962 och Nockeby tillhör Västerleds församling. Avståndet från station Alvik är 6,5 kilometer.

### Grönviksvägen och Nockebybron
Den 1,7 km långa Grönviksvägen startar vid Ålstensbryggan nära Ålstenshamnen och går nära Mälarens strand genom Höglandet och drygt 1 km genom Nockeby fram till Nockebybron. Vid slutet av 1800-talet uppfördes flera sommarhus bortåt Nockebybron. Några byggnader från slutet av 1700-talet fanns också här. Här lät Gustav III uppföra några byggnader efter ritningar av Carl Fredrik Adelcrantz år 1787. "Den första Nockebybron blev färdig 1787 och mälaröborna började köra sina foror till och från huvudstaden. Att starta en krogrörelse vid brofästet blev lika naturligt, som att dessa bönder behövde stärka sig under den ganska långa resan." Nockeby krog, som låg vid Nockeby bro finns markerad på kartor från 1706, 1857 och 1867 och betecknas som före detta krog. Krogrörelsen fortsatte en bit in på 1800-talet. I verksamheten ingick också en parstuga, som låg alldeles intill. Nockebytvätten tog 1912 över en parstuga och troligen också krogen. Nockebytvätten uppförde en större tvätteribyggnad i två våningar. Denna tvåvåningsvilla ligger närmast intill den gamla landsvägen, som nu är högbron. År 1976 upphörde tvätten och senare har husen byggts om till bostäder och området har dessutom kompletterats med nya hus.

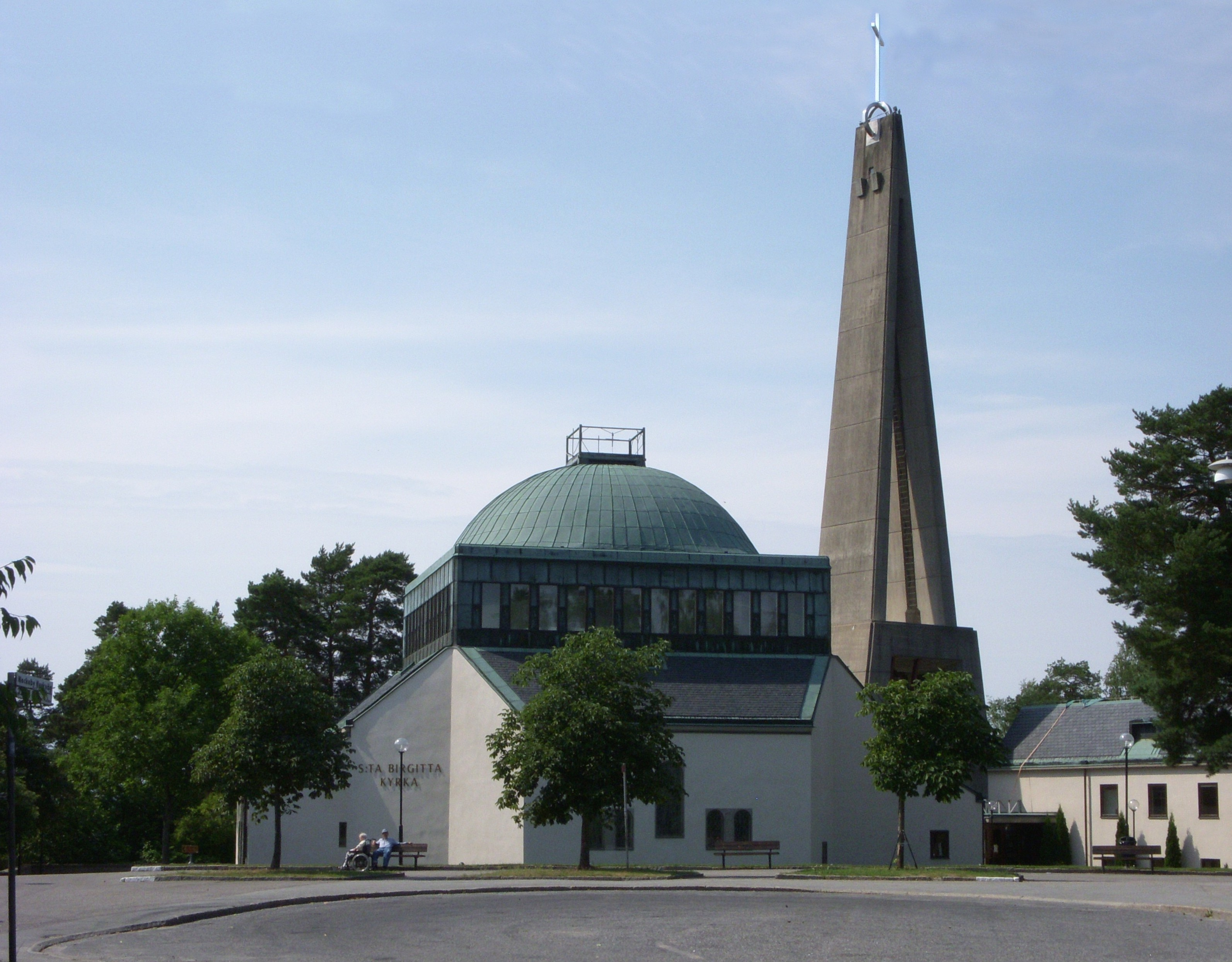
S:ta Birgitta kyrka.
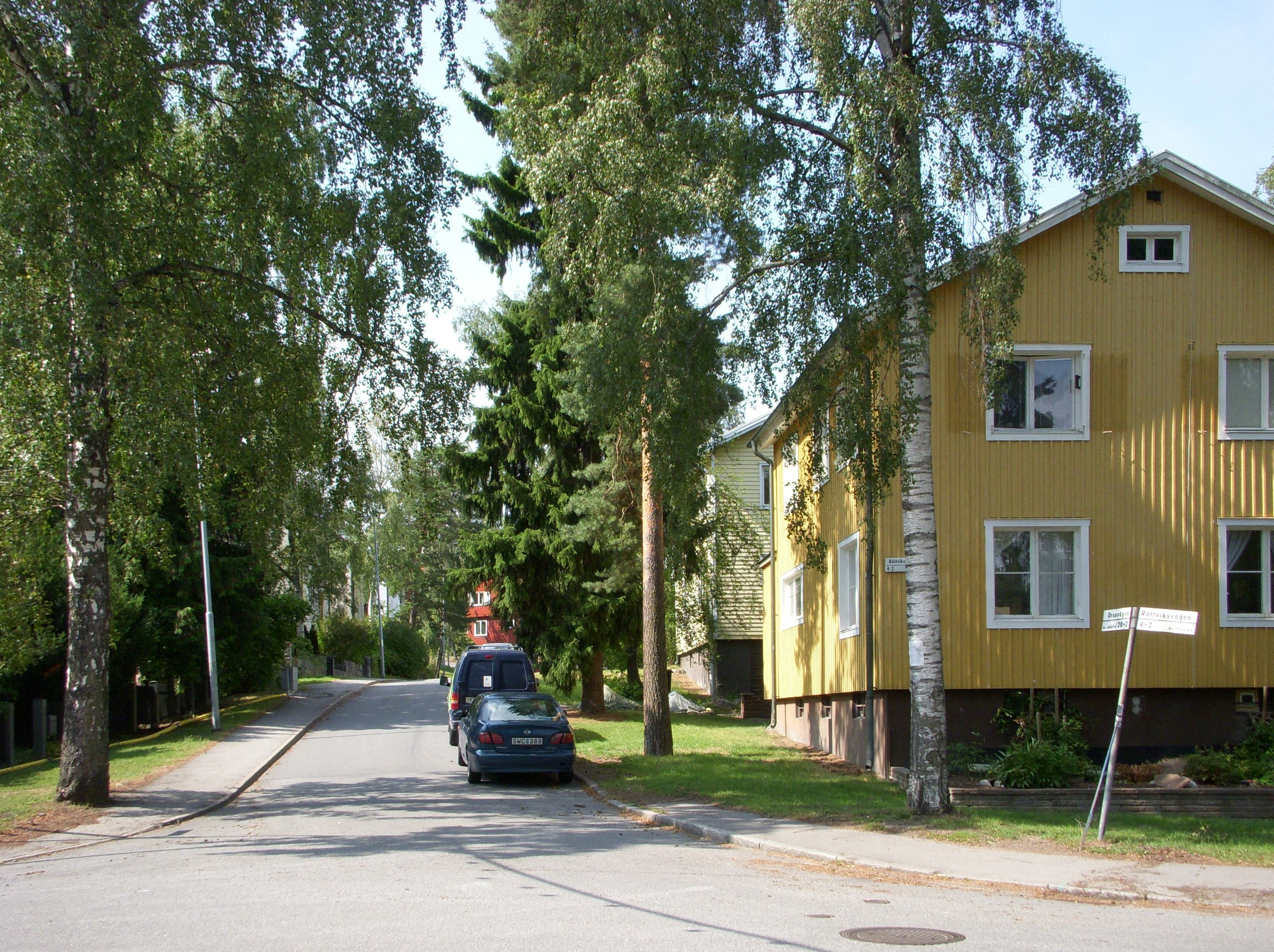
Bebyggelsen längs Orsavägen.
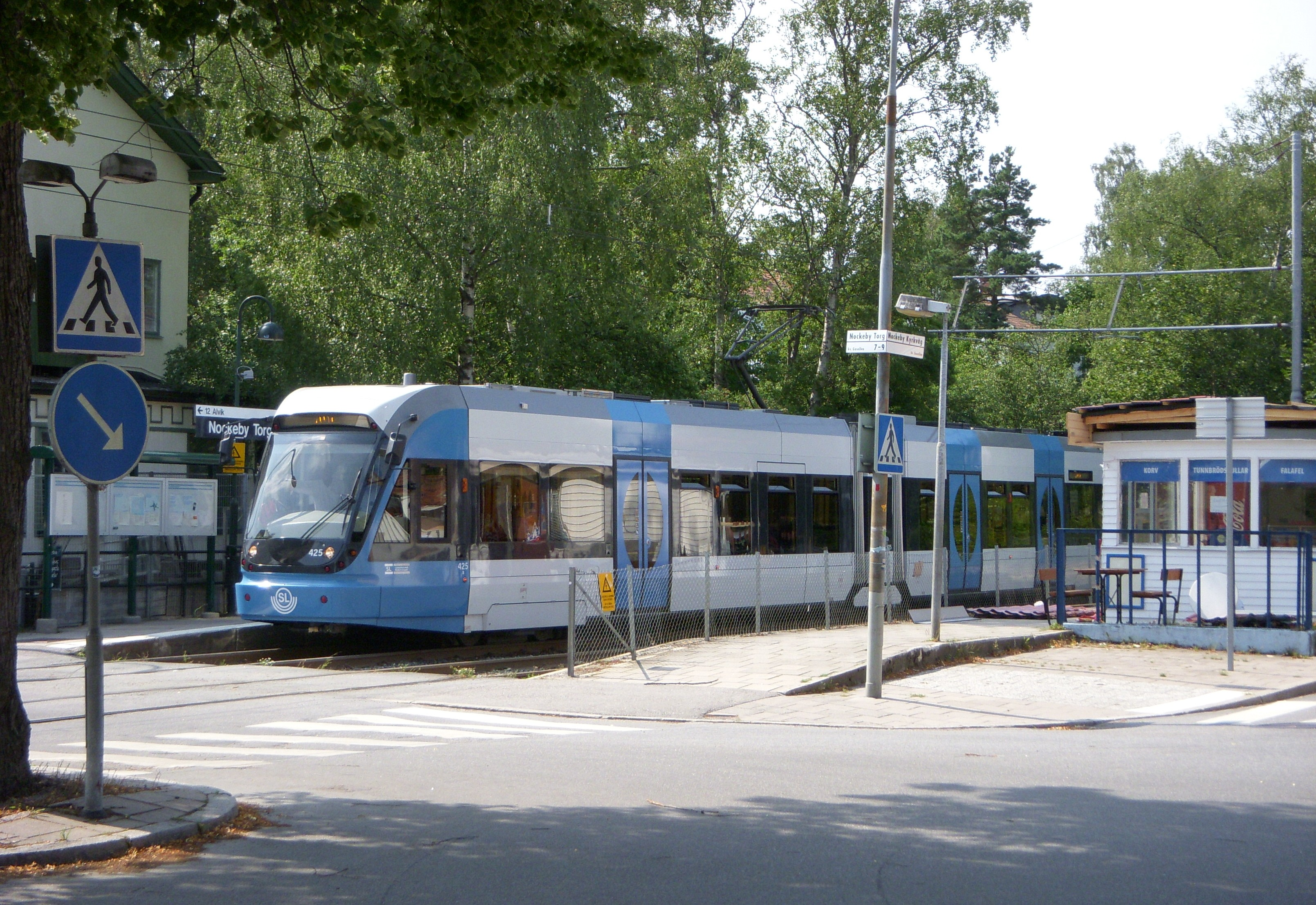
Tolvans spårvagnslinje vid Nockeby torg.
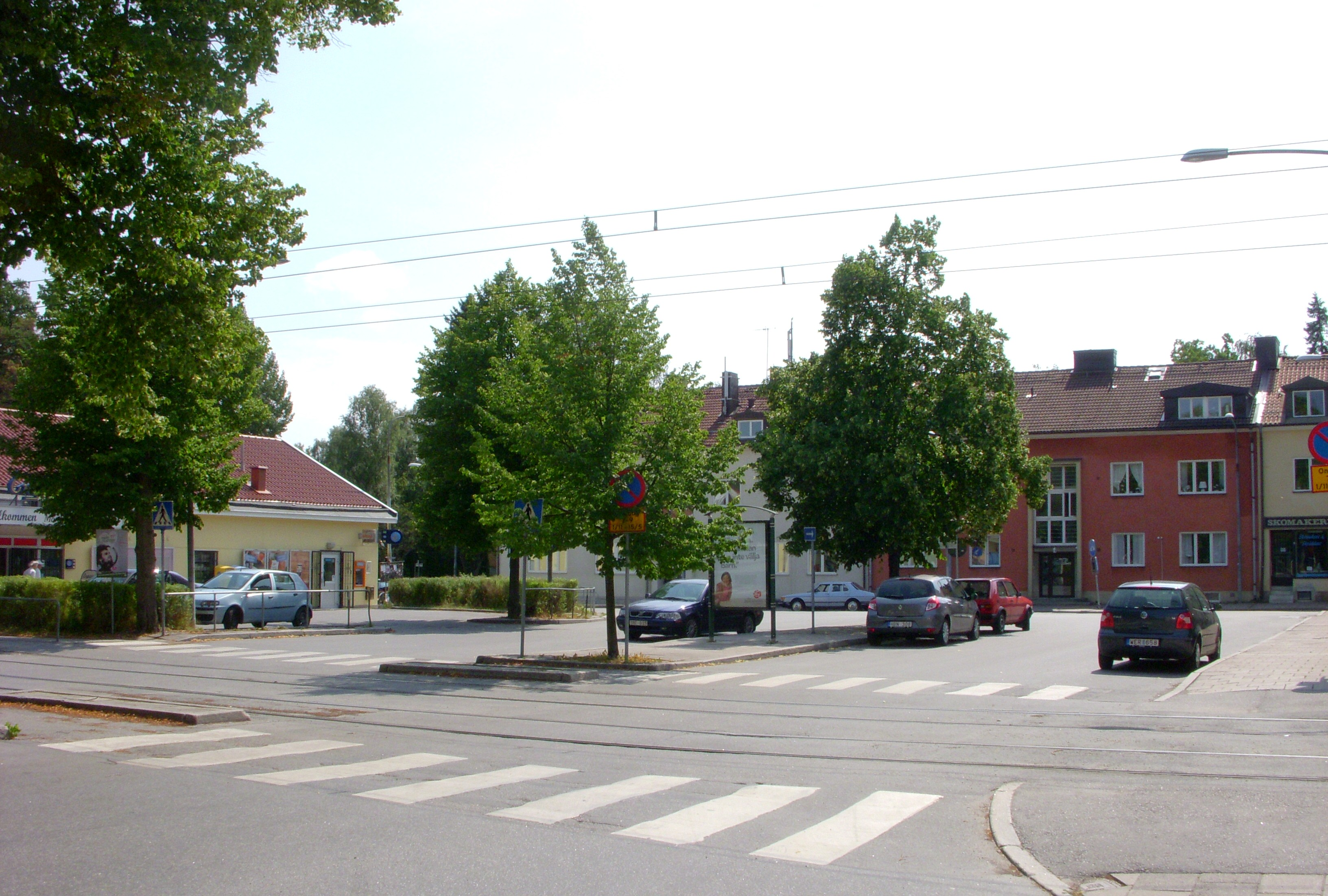
Nockeby torg

## Demografi
Den 31 december 2024 hade stadsdelen 3 340 invånare, varav 10,9 procent med utländsk bakgrund. Den öppna arbetslösheten i Nockeby var 1,6 procent den 31 oktober 2024. Medelinkomsten i Nockeby uppgick år 2023 till 971 900 kronor, vilket var 31 procent högre än genomsnittet i kommunen. 

## Källa
- Stockholms gatunamn, 1992, sidorna 544-546. ISBN 91-7031-042-4